# Lista de congressistas dos Estados Unidos por tempo de mandato
Esta lista de membros do Congresso dos Estados Unidos por tempo de mandato inclui deputados e senadores que serviram por pelo menos 36 anos (consecutivos ou não) no Senado e/ou na Câmara dos Representantes. Nos casos em que haja empate temporal, os seguintes critérios classificarão os políticos em uma posição superior:
1. Tempo alcançado ininterruptamente;
2. Atingiu o marco primeiro;
3. Senadores possuem preferência em relação aos representantes
4. Antiguidade no Senado e na Câmara

## Lista de congressistas
Incumbentes
| S | Serviu no senado                                         |
| C | Serviu na Câmara dos Representantes                      |
| I | Interrupções (para quem serviu de forma não consecutiva) |

### Tempo combinado na câmara e no senado
|     | Tempo total        | Ininterrupto | Ininterrupto       | Nome                          | Partido                                   | Estado             | Motivo da saída                                                                 | Longevidade | Fontes      |
| --- | ------------------ | ------------ | ------------------ | ----------------------------- | ----------------------------------------- | ------------------ | ------------------------------------------------------------------------------- | ----------- | ----------- |
| 1   | 59 anos, 21 dias   | 1            | 59 anos, 21 dias   | John Dingell (C)              | Democrata                                 | Michigan           | Aposentadoria                                                                   | 1926–2019   | [ 1 ] [ 2 ] |
| 2   | 57 anos, 176 dias  | 2            | 57 anos, 176 dias  | Robert Byrd (S, C)            | Democrata                                 | Virgínia Ocidental | Morte                                                                           | 1917–2010   | [ 2 ] [ 3 ] |
| 3   | 56 anos e 319 dias | 3            | 56 anos e 319 dias | Carl Hayden (S, C)            | Democrata                                 | Arizona            | Aposentadoria                                                                   | 1877–1972   | [ 2 ] [ 3 ] |
| 4   | 53 anos e 118 dias | 4            | 53 anos e 118 dias | Daniel Inouye (S, C)          | Democrata                                 | Havaí              | Morte                                                                           | 1924–2012   | [ 2 ] [ 3 ] |
| 5   | 53 anos e 60 dias  | 5            | 53 anos e 60 dias  | Jamie Whitten (C)             | Democrata                                 | Mississippi        | Aposentadoria                                                                   | 1910–1995   | [ 2 ]       |
| 6   | 52 anos e 336 dias | 6            | 52 anos e 336 dias | John Conyers (C)              | Democrata                                 | Michigan           | Renúncia                                                                        | 1929–2019   | [ 2 ]       |
| 7   | 50 anos e 61 dias  | 7            | 50 anos e 61 dias  | Carl Vinson (C)               | Democrata                                 | Geórgia            | Aposentadoria                                                                   | 1883–1981   | [ 2 ]       |
| 8   | 49 anos e 305 dias | 8            | 49 anos e 305 dias | Emanuel Celler (C)            | Democrata                                 | Nova Iorque        | Derrota nas primárias                                                           | 1888–1981   | [ 2 ]       |
| 9   | 50 anos e 71 dias  | 9            | 50 anos e 71 dias  | Chuck Grassley (S, C)         | Republicano                               | Iowa               |                                                                                 | 1933–       | [ 3 ]       |
| 10  | 49 anos e 12 dias  | 10           | 49 anos e 12 dias  | Don Young (C)                 | Republicano                               | Alasca             | Morte                                                                           | 1933–2022   |             |
| 11  | 48 anos e 257 dias | 11           | 48 anos e 257 dias | Sam Rayburn (C)               | Democrata                                 | Texas              | Morte                                                                           | 1882–1961   | [ 2 ]       |
| 12  | 48 anos            | 12           | 48 anos            | Patrick Leahy (S)             | Democrata                                 | Vermont            | Aposentadoria                                                                   | 1940–       | [ 3 ]       |
| 14  | 47 anos e 159 dias | 16           | 46 anos e 57 dias  | Strom Thurmond (S, I)         | Democrata, Republicano                    | Carolina do Sul    | Renúncia, aposentadoria                                                         | 1902–2003   | [ 3 ]       |
| 15  | 48 anos e 133 dias | 13           | 48 anos e 133 dias | Ed Markey (S, C)              | Democrata                                 | Massachusetts      |                                                                                 | 1946–       |             |
| 16  | 47 anos e 3 dias   | 14           | 47 anos e 3 dias   | Wright Patman (C)             | Democrata                                 | Texas              | Morte                                                                           | 1893–1976   | [ 2 ]       |
| 17  | 46 anos e 292 dias | 15           | 46 anos e 292 dias | Ted Kennedy (S)               | Democrata                                 | Massachusetts      | Morte                                                                           | 1932–2009   | [ 2 ] [ 3 ] |
| 18  | 46 anos            | 17           | 46 anos            | Charles Rangel (C)            | Democrata                                 | Nova Iorque        | Aposentadoria                                                                   | 1930–       |             |
| 20  | 45 anos e 247 dias | 18           | 45 anos e 247 dias | Adolph J. Sabath (C)          | Democrata                                 | Illinois           | Morte                                                                           | 1866–1952   | [ 2 ]       |
| 21  | 45 anos e 142 dias | 19           | 45 anos e 142 dias | J. Lister Hill (S, C)         | Democrata                                 | Alabama            | Aposentadoria                                                                   | 1894–1984   | [ 2 ]       |
| 22  | 45 anos e 87 dias  | 20           | 45 anos e 87 dias  | Thad Cochran (S, C)           | Republicano                               | Mississippi        | Renúncia                                                                        | 1937–2019   | [ 3 ]       |
| 23  | 44 anos            | 21           | 44 anos            | George H. Mahon (C)           | Democrata                                 | Texas              | Aposentadoria                                                                   | 1900–1985   | [ 2 ]       |
| 24  | 44 anos            | 22           | 44 anos            | Warren Magnuson (S, C)        | Democrata                                 | Washington         | Derrota eleitoral                                                               | 1905–1989   | [ 2 ] [ 3 ] |
| 25  | 44 anos            | 23           | 44 anos            | Charles E. Bennett (C)        | Democrata                                 | Flórida            | Aposentadoria                                                                   | 1910–2003   | [ 2 ]       |
| 26  | 44 anos            | 24           | 44 anos            | Richard Shelby (S, C)         | Democrata, Republicano                    | Alabama            | Aposentadoria                                                                   | 1934–       | [ 3 ]       |
| 27  | 43 anos e 299 dias | 25           | 43 anos e 299 dias | Justin Smith Morrill (S, C)   | Whig, Republicano                         | Vermont            | Morte                                                                           | 1810–1898   | [ 2 ] [ 3 ] |
| 29  | 43 anos e 110 dias | 26           | 43 anos e 110 dias | Melvin Price (C)              | Democrata                                 | Illinois           | Morte                                                                           | 1905–1988   | [ 2 ]       |
| 30  | 44 anos e 71 dias  | 27           | 44 anos e 71 dias  | Ron Wyden (S, C)              | Democrata                                 | Óregon             |                                                                                 | 1949–       |             |
| 31  | 44 anos e 71 dias  | 28           | 44 anos e 71 dias  | Chuck Schumer (S, C)          | Democrata                                 | Nova Iorque        |                                                                                 | 1950–       |             |
| 32  | 44 anos e 71 dias  | 29           | 44 anos e 71 dias  | Hal Rogers (C)                | Republicano                               | Kentucky           |                                                                                 | 1937–       |             |
| 33  | 44 anos e 71 dias  | 30           | 44 anos e 71 dias  | Christopher Henry Smith (C)   | Republicano                               | Nova Jérsei        |                                                                                 | 1953–       |             |
| 34  | 43 anos e 300 dias | 31           | 43 anos e 300 dias | Steny Hoyer (C)               | Democrata                                 | Maryland           |                                                                                 | 1939–       |             |
| 35  | 42 anos e 288 dias | 32           | 42 anos e 288 dias | Bill Young (C)                | Republicano                               | Flórida            | Morte                                                                           | 1930–2013   |             |
| 36  | 42 anos e 241 dias | 33           | 42 anos e 241 dias | Henry M. Jackson (S, C)       | Democrata                                 | Washington         | Morte                                                                           | 1912–1983   | [ 2 ]       |
| 38  | 42 anos e 58 dias  | 34           | 42 anos e 58 dias  | John W. McCormack (C)         | Democrata                                 | Massachusetts      | Aposentadoria                                                                   | 1891–1980   | [ 2 ]       |
| 39  | 42 anos            | 35           | 42 anos            | John Sparkman (S, C)          | Democrata                                 | Alabama            | Aposentadoria                                                                   | 1899–1985   | [ 2 ]       |
| 40  | 42 anos            | 36           | 42 anos            | Jack Brooks (C)               | Democrata                                 | Texas              | Derrota eleitoral                                                               | 1922–2012   | [ 2 ]       |
| 41  | 42 anos            | 37           | 42 anos            | Orrin Hatch (S)               | Republicano                               | Utah               | Aposentadoria                                                                   | 1934–2022   | [ 3 ]       |
| 42  | 42 anos            | 38           | 42 anos            | Jim Sensenbrenner (C)         | Republicano                               | Wisconsin          | Aposentadoria                                                                   | 1943–       |             |
| 43  | 41 anos e 362 dias | 39           | 41 anos e 362 dias | William R. Poage (C)          | Democrata                                 | Texas              | Renúncia                                                                        | 1899–1987   | [ 2 ]       |
| 44  | 41 anos e 305 dias | 40           | 41 anos e 305 dias | Robert L. Doughton (C)        | Democrata                                 | Carolina do Norte  | Aposentadoria                                                                   | 1863–1954   | [ 2 ]       |
| 45  | 41 anos e 305 dias | 41           | 41 anos e 305 dias | Joseph W. Martin Jr. (C)      | Republicano                               | Massachusetts      | Derrota nas primárias                                                           | 1884–1968   | [ 2 ]       |
| 46  | 41 anos e 276 dias | 42           | 41 anos e 276 dias | Dave Obey (C)                 | Democrata                                 | Wisconsin          | Aposentadoria                                                                   | 1938–       | [ 2 ]       |
| 47  | 42 anos e 71 dias  | 43           | 42 anos e 71 dias  | Dick Durbin (S, C)            | Democrata                                 | Illinois           |                                                                                 | 1944–       |             |
| 48  | 42 anos e 71 dias  | 44           | 42 anos e 71 dias  | Marcy Kaptur (C)              | Democrata                                 | Ohio               |                                                                                 | 1946–       |             |
| 49  | 41 anos e 69 dias  | 45           | 41 anos e 69 dias  | Clarence Cannon (C)           | Democrata                                 | Missouri           | Morte                                                                           | 1879–1964   | [ 2 ]       |
| 50  | 41 anos e 59 dias  | 46           | 41 anos e 59 dias  | John C. Stennis (S)           | Democrata                                 | Mississippi        | Aposentadoria                                                                   | 1901–1995   | [ 2 ] [ 3 ] |
| 51  | 41 anos e 30 dias  | 47           | 41 anos e 30 dias  | Kenneth McKellar (S, C)       | Democrata                                 | Tennessee          | Derrota nas primárias                                                           | 1869–1957   | [ 2 ] [ 3 ] |
| 52  | 40 anos e 240 dias | 48           | 40 anos e 240 dias | William Natcher (C)           | Democrata                                 | Kentucky           | Morte                                                                           | 1909–1994   | [ 2 ]       |
| 54  | 40 anos e 157 dias | 49           | 40 anos e 157 dias | William P. Frye (S, C)        | Republicano                               | Maine              | Morte                                                                           | 1830–1911   | [ 2 ]       |
| 55  | 40 anos e 10 dias  | 50           | 40 anos e 10 dias  | Ted Stevens (S)               | Republicano                               | Alasca             | Derrota eleitoral                                                               | 1923–2010   | [ 2 ] [ 3 ] |
| 56  | 40 anos            | 51           | 40 anos            | Carl Curtis (S, C)            | Republicano                               | Nebraska           | Aposentadoria                                                                   | 1905–2000   | [ 2 ]       |
| 57  | 40 anos            | 52           | 40 anos            | Peter W. Rodino (C)           | Democrata                                 | Nova Jérsei        | Aposentadoria                                                                   | 1909–2005   | [ 2 ]       |
| 58  | 40 anos            | 53           | 40 anos            | Pete Stark (C)                | Democrata                                 | Califórnia         | Derrota eleitoral                                                               | 1931–2020   |             |
| 59  | 40 anos            | 54           | 40 anos            | Tom Harkin (S, C)             | Democrata                                 | Iowa               | Aposentadoria                                                                   | 1939–       |             |
| 60  | 40 anos            | 55           | 40 anos            | George Miller (C)             | Democrata                                 | Califórnia         | Aposentadoria                                                                   | 1945–       |             |
| 61  | 40 anos            | 56           | 40 anos            | Henry Waxman (C)              | Democrata                                 | Califórnia         | Aposentadoria                                                                   | 1939–       |             |
| 62  | 40 anos            | 57           | 40 anos            | Barbara Mikulski (S, C)       | Democrata                                 | Maryland           | Aposentadoria                                                                   | 1936–       |             |
| 63  | 40 anos            | 58           | 40 anos            | Pat Roberts (S, C)            | Republicano                               | Kansas             | Aposentadoria                                                                   | 1936–       |             |
| 66  | 39 anos e 362 dias | 59           | 39 anos e 362 dias | Leslie C. Arends (C)          | Republicano                               | Illinois           | Aposentadoria                                                                   | 1895–1985   | [ 2 ]       |
| 67  | 39 anos e 352 dias | 60           | 39 anos e 352 dias | Daniel A. Reed (C)            | Republicano                               | Nova Iorque        | Morte                                                                           | 1875–1959   | [ 2 ]       |
| 68  | 39 anos e 305 dias | 61           | 39 anos e 305 dias | George W. Norris (S, C)       | Republicano, Independente                 | Nebraska           | Derrota eleitoral                                                               | 1861–1944   | [ 2 ]       |
| 69  | 39 anos e 305 dias | 62           | 39 anos e 305 dias | John Taber (C)                | Republicano                               | Nova Iorque        | Aposentadoria                                                                   | 1880–1965   | [ 2 ]       |
| 70  | 39 anos e 305 dias | 63           | 39 anos e 305 dias | William M. Colmer (C)         | Democrata                                 | Mississippi        | Aposentadoria                                                                   | 1890–1980   | [ 2 ]       |
| 72  | 40 anos e 71 dias  | 64           | 40 anos e 71 dias  | Mitch McConnell (S)           | Republicano                               | Kentucky           |                                                                                 | 1942–       | [ 3 ]       |
| 71  | 39 anos e 34 dias  | 65           | 39 anos e 34 dias  | Max Baucus (S, C)             | Democrata                                 | Montana            | Nomeado embaixador para a China                                                 | 1941–       |             |
| 75  | 38 anos e 145 dias | 66           | 38 anos e 145 dias | Morris Sheppard (S, C)        | Democrata                                 | Texas              | Morte                                                                           | 1875–1941   | [ 2 ]       |
| 76  | 38 anos e 55 dias  | 67           | 38 anos e 55 dias  | Fritz Hollings (S)            | Democrata                                 | Carolina do Sul    | Aposentadoria                                                                   | 1922–2019   | [ 3 ]       |
| 77  | 38 anos e 9 dias   | 68           | 38 anos e 9 dias   | Richard Russell Jr. (S)       | Democrata                                 | Geórgia            | Morte                                                                           | 1897–1971   | [ 2 ] [ 3 ] |
| 79  | 38 anos e 3 dias   | 69           | 38 anos e 3 dias   | Russell B. Long (S)           | Democrata                                 | Luisiana           | Aposentadoria                                                                   | 1918–2003   | [ 2 ] [ 3 ] |
| 80  | 38 anos            | 70           | 38 anos            | Frederick H. Gillett (S, C)   | Republicano                               | Massachusetts      | Aposentadoria                                                                   | 1851–1935   | [ 2 ]       |
| 81  | 38 anos            | 71           | 38 anos            | Wilbur Mills (C)              | Democrata                                 | Arkansas           | Aposentadoria                                                                   | 1909–1992   | [ 2 ]       |
| 82  | 38 anos            | 72           | 38 anos            | Dante Fascell (C)             | Democrata                                 | Flórida            | Aposentadoria                                                                   | 1917–1998   | [ 2 ]       |
| 83  | 38 anos            | 73           | 38 anos            | Robert H. Michel (C)          | Republicano                               | Illinois           | Aposentadoria                                                                   | 1923–2017   | [ 2 ]       |
| 84  | 38 anos            | 74           | 38 anos            | Nick Rahall (C)               | Democrata                                 | Virgínia Ocidental | Derrota eleitoral                                                               | 1949–       | [ 2 ]       |
| 87  | 37 anos e 255 dias | 75           | 37 anos e 255 dias | Nathaniel Macon (S, C)        | Anti-Administração, Democrata-Republicano | Carolina do Norte  | Renúncia                                                                        | 1757–1837   | [ 2 ]       |
| 88  | 37 anos e 250 dias | 76           | 37 anos e 250 dias | Henry Cabot Lodge (S, C)      | Republicano                               | Massachusetts      | Morte                                                                           | 1850–1924   | [ 2 ]       |
| 89  | 38 anos e 71 dias  | 77           | 38 anos e 71 dias  | Ben Cardin (S, C)             | Democrata                                 | Maryland           |                                                                                 | 1943–       |             |
| 91  | 37 anos e 60 dias  | 77           | 37 anos e 60 dias  | Henry B. González (C)         | Democrata                                 | Texas              | Aposentadoria                                                                   | 1916–2000   | [ 2 ]       |
| 93  | 37 anos e 286 dias | 79           | 37 anos e 286 dias | Nancy Pelosi (C)              | Democrata                                 | Califórnia         |                                                                                 | 1940–       |             |
| 95  | 36 anos e 12 dias  | 80           | 36 anos e 12 dias  | Joe Biden (S)                 | Democrata                                 | Delaware           | Eleito vice-presidente dos Estados Unidos                                       | 1942–       | [ 3 ]       |
| 96  | 36 anos e 3 dias   | 81           | 36 anos e 3 dias   | John Murtha (C)               | Democrata                                 | Pensilvânia        | Morte                                                                           | 1932–2010   |             |
| 97  | 36 anos            | 82           | 36 anos            | Henry L. Dawes (S, C)         | Republicano                               | Massachusetts      | Aposentadoria                                                                   | 1816–1903   | [ 2 ]       |
| 98  | 36 anos            | 83           | 36 anos            | F. Edward Hébert (C)          | Democrata                                 | Luisiana           | Aposentadoria                                                                   | 1901–1979   | [ 2 ]       |
| 99  | 36 anos            | 84           | 36 anos            | Edward Boland (C)             | Democrata                                 | Massachusetts      | Aposentadoria                                                                   | 1911–2001   | [ 2 ]       |
| 100 | 36 anos            | 85           | 36 anos            | William Broomfield (C)        | Republicano                               | Michigan           | Aposentadoria                                                                   | 1922–2019   |             |
| 101 | 36 anos            | 86           | 36 anos            | Dan Rostenkowski (C)          | Democrata                                 | Illinois           | Derrota eleitoral                                                               | 1928–2010   | [ 2 ]       |
| 102 | 36 anos            | 87           | 36 anos            | Neal Smith (C)                | Democrata                                 | Iowa               | Derrota eleitoral                                                               | 1920–2021   |             |
| 103 | 36 anos            | 88           | 36 anos            | Claiborne Pell (S)            | Democrata                                 | Rhode Island       | Aposentadoria                                                                   | 1918–2009   | [ 2 ] [ 3 ] |
| 104 | 36 anos            | 89           | 36 anos            | Joseph M. McDade (C)          | Republicano                               | Pensilvânia        | Aposentadoria                                                                   | 1931–2017   |             |
| 105 | 36 anos            | 90           | 36 anos            | Paul Sarbanes (S, C)          | Democrata                                 | Maryland           | Aposentadoria                                                                   | 1933–2020   |             |
| 106 | 36 anos            | 91           | 36 anos            | Pete Domenici (S)             | Republicano                               | Novo México        | Aposentadoria                                                                   | 1932–2017   | [ 3 ]       |
| 107 | 36 anos            | 92           | 36 anos            | Ralph Regula (C)              | Republicano                               | Ohio               | Aposentadoria                                                                   | 1924–2017   |             |
| 108 | 36 anos            | 93           | 36 anos            | Chris Dodd (S, C)             | Democrata                                 | Connecticut        | Aposentadoria                                                                   | 1944–       |             |
| 109 | 36 anos            | 94           | 36 anos            | Jim Oberstar (C)              | Democratic–Farmer–Labor                   | Minnesota          | Derrota eleitoral                                                               | 1934–2014   |             |
| 110 | 36 anos            | 95           | 36 anos            | Richard Lugar (S)             | Republicano                               | Indiana            | Derrota nas primárias                                                           | 1932–2019   | [ 3 ]       |
| 111 | 36 anos            | 96           | 36 anos            | Daniel Akaka (S, C)           | Democrata                                 | Havaí              | Aposentadoria                                                                   | 1924–2018   |             |
| 112 | 36 anos            | 97           | 36 anos            | Norm Dicks (C)                | Democrata                                 | Washington         | Aposentadoria                                                                   | 1940–       |             |
| 113 | 36 anos            | 98           | 36 anos            | Dale Kildee (C)               | Democrata                                 | Michigan           | Aposentadoria                                                                   | 1929–2021   |             |
| 114 | 36 anos            | 99           | 36 anos            | Carl Levin (S)                | Democrata                                 | Michigan           | Aposentadoria                                                                   | 1934–2021   | [ 3 ]       |
| 115 | 36 anos            | 100          | 36 anos            | Sander Levin (C)              | Democrata                                 | Michigan           | Aposentadoria                                                                   | 1931–       |             |
| 116 | 36 anos            | 101          | 36 anos            | Pete Visclosky (C)            | Democrata                                 | Indiana            | Aposentadoria                                                                   | 1949–       |             |
| 117 | 36 anos            | 102          | 36 anos            | Jim Inhofe (S, C)             | Republicano                               | Oklahoma           | Renúncia                                                                        | 1934–       |             |
| 118 | 36 anos            | 103          | 36 anos            | Peter DeFazio (C)             | Democrata                                 | Óregon             | Aposentadoria                                                                   | 1947–       |             |
| 119 | 36 anos            | 104          | 36 anos            | Fred Upton (C)                | Republicano                               | Michigan           | Aposentadoria                                                                   | 1953–       |             |
| 94  | 36 anos e 83 dias  | 105          | 35 anos e 358 dias | James Eastland (S, I)         | Democrata                                 | Mississippi        | Renúncia                                                                        | 1904–1986   | [ 2 ] [ 3 ] |
| 28  | 43 anos e 152 dias | 106          | 35 anos e 153 dias | William B. Allison (S, C, I)  | Republicano                               | Iowa               | Decidiu concorrer ao Senado, morte                                              | 1829–1908   | [ 2 ]       |
| 74  | 38 anos e 329 dias | 107          | 34 anos e 329 dias | John L. McClellan (S, C, I)   | Democrata                                 | Arkansas           | Decidiu concorrer ao Senado, morte                                              | 1896–1977   | [ 2 ]       |
| 92  | 37 anos e 6 dias   | 108          | 34 anos e 265 dias | Francis E. Warren (S, I)      | Republicano                               | Wyoming            | Derrota eleitoral, Morte                                                        | 1844–1929   | [ 3 ]       |
| 13  | 48 anos            | 109          | 34 anos            | Sidney R. Yates (C, I)        | Democrata                                 | Illinois           | Decidiu concorrer ao Senado, aposentadoria                                      | 1909–2000   | [ 2 ]       |
| 86  | 37 anos e 290 dias | 110          | 34 anos            | Bob Sikes (C, I)              | Democrata                                 | Flórida            | Pausa devido à Segunda Guerra Mundial, aposentadoria                            | 1906–1994   | [ 2 ]       |
| 85  | 37 anos e 305 dias | 111          | 31 anos e 305 dias | Robert Crosser (C, I)         | Democrata                                 | Ohio               | Derrota nas primárias                                                           | 1874–1957   | [ 2 ]       |
| 64  | 40 anos            | 112          | 29 anos e 364 dias | Eugene Hale (S, C, I)         | Republicano                               | Maine              | Derrota eleitoral, aposentadoria                                                | 1836–1918   |             |
| 120 | 36 anos            | 113          | 29 anos e 364 dias | Shelby Moore Cullom (S, C, I) | Republicano                               | Illinois           | Aposentadoria                                                                   | 1829–1914   | [ 2 ]       |
| 53  | 40 anos e 207 dias | 114          | 26 anos e 147 dias | Claude Pepper (S, C, I)       | Democrata                                 | Flórida            | Derrota nas primárias, Morte                                                    | 1900–1989   |             |
| 37  | 42 anos e 157 dias | 115          | 26 anos e 115 dias | Carter Glass (S, C, I)        | Democrata                                 | Virgínia           | Renúncia para assumir o cargo de Secretário do Tesouro, morte                   | 1858–1946   |             |
| 65  | 39 anos e 364 dias | 116          | 26 anos e 59 dias  | Jennings Randolph (S, C, I)   | Democrata                                 | Virgínia Ocidental | Derrota eleitoral, aposentadoria                                                | 1902–1998   | [ 2 ]       |
| 90  | 37 anos e 74 dias  | 117          | 21 anos e 321 dias | Alben W. Barkley (S, C, I)    | Democrata                                 | Kentucky           | Eleito Vice-Presidente, Morte                                                   | 1877–1956   | [ 2 ]       |
| 19  | 46 anos            | 118          | 17 anos e 364 dias | Joseph Gurney Cannon (C, I)   | Republicano                               | Illinois           | Derrota eleitoral, derrota eleitoral, aposentadoria                             | 1836–1926   | [ 2 ]       |
| 78  | 38 anos e 4 dias   | 119          | 16 anos            | John Sherman (S, C, I)        | Oposição, Republicano                     | Ohio               | Renúncia para ser Secretário do Tesouro, renúncia para ser Secretário de Estado | 1823–1900   | [ 2 ]       |
| 73  | 39 anos e 9 dias   | 120          | 12 anos            | Samuel Smith (S, C, I)        | Democrata-Republicano, Democrata          | Maryland           | Aposentadoria                                                                   | 1752–1839   | [ 2 ]       |

### Tempo no Senado
O 90º Congresso foi notável porque, por um período de 10 dias (24 de dezembro de 1968 - 3 de janeiro de 1969), continha no Senado todos os 10 que foram, a certa altura, os 10 senadores mais antigos da história (Byrd, Inouye, Thurmond, Kennedy, Hayden, Stennis, Stevens, Hollings, Russell Jr. e Long) até 7 de janeiro de 2013, quando Patrick Leahy ultrapassou Russell B. Long como o décimo senador mais antigo da história. Este curto período de 10 dias se estendeu desde a nomeação de Ted Stevens, do Alasca, para preencher uma vaga, até a aposentadoria de Carl Hayden, do Arizona, no início do ano seguinte. O 107º Congresso (2001-2003) foi o mais recente que continha todos os atuais sete senadores com mandato mais longo da história (Byrd, Inouye, Leahy, Thurmond, Kennedy, Grassley e Hatch).
O 99º Congresso (1985–1987) e o 100º Congresso (1987–1989) foram os períodos em que a maioria das pessoas desta lista serviram juntas (todos, exceto Hayden, Russell Jr., Warren, Eastland, Magnuson e Shelby no primeiro). e todos, exceto Hayden, Russell Jr., Long, Warren, Eastland e Magnuson neste último).
|    | Tempo total        | Sem interrupções | Sem interrupções   | Nome                  | Partido                | Estado             | Mandato(s)                                                                               | Tempo de vida |
| -- | ------------------ | ---------------- | ------------------ | --------------------- | ---------------------- | ------------------ | ---------------------------------------------------------------------------------------- | ------------- |
| 1  | 51 anos e 176 dias | 1                | 51 anos e 176 dias | Robert Byrd           | Democrata              | Virgínia Ocidental | 3 de janeiro de 1959 – 28 de junho de, 2010                                              | 1917–2010     |
| 2  | 49 anos e 349 dias | 2                | 49 anos e 349 dias | Daniel Inouye         | Democrata              | Havaí              | 3 de janeiro de 1963 – 17 de dezembro de 2012                                            | 1924–2012     |
| 3  | 48 anos            | 3                | 48 anos            | Patrick Leahy         | Democrata              | Vermont            | 3 de janeiro de 1975 – 3 de janeiro de 2023                                              | 1940–         |
| 4  | 47 anos e 159 dias | 5                | 46 anos e 57 dias  | Strom Thurmond (I)    | Democrata, Republicano | Carolina do Sul    | 24 de dezembro de 1954 – 7 de abril de 1956 7 de novembro de 1956 – 3 de janeiro de 2003 | 1902–2003     |
| 5  | 46 anos e 292 dias | 4                | 46 anos e 292 dias | Ted Kennedy           | Democrata              | Massachusetts      | 7 de novembro de 1962 – 25 de agosto de 2009                                             | 1932–2009     |
| 6  | 44 anos e 71 dias  | 6                | 44 anos e 71 dias  | Chuck Grassley        | Republicano            | Iowa               | Desde 3 de janeiro de 1981                                                               | 1933–         |
| 7  | 42 anos            | 7                | 42 anos            | Orrin Hatch           | Republicano            | Utah               | 3 de janeiro de 1977 – 3 de janeiro de 2019                                              | 1934–2022     |
| 8  | 41 anos e 305 dias | 8                | 41 anos e 305 dias | Carl Hayden           | Democrata              | Arizona            | 4 de março de 1927 – 3 de janeiro de 1969                                                | 1877–1972     |
| 9  | 41 anos e 59 dias  | 9                | 41 anos e 59 dias  | John C. Stennis       | Democrata              | Mississippi        | 5 de novembro de 1947 – 3 de janeiro de 1989                                             | 1901–1995     |
| 10 | 40 anos e 10 dias  | 10               | 40 anos e 10 dias  | Ted Stevens           | Republicano            | Alasca             | 24 de dezembro de 1968 – 3 de janeiro de 2009                                            | 1923–2010     |
| 11 | 40 anos e 71 dias  | 11               | 40 anos e 71 dias  | Mitch McConnell       | Republicano            | Kentucky           | Desde 3 de janeiro de 1985                                                               | 1942–         |
| 12 | 39 anos e 94 dias  | 12               | 39 anos e 94 dias  | Thad Cochran          | Republicano            | Mississippi        | 27 de dezembro de 1978 – 1º de abril de 2018                                             | 1937–2019     |
| 13 | 38 anos e 55 dias  | 13               | 38 anos e 55 dias  | Fritz Hollings        | Democrata              | Carolina do Sul    | 9 de novembro de 1966 – 3 de janeiro de 2005                                             | 1922–2019     |
| 14 | 38 anos e 9 dias   | 14               | 38 anos e 9 dias   | Richard Russell Jr.   | Democrata              | Geórgia            | 12 de janeiro de 1933 – 21 de janeiro de 1971                                            | 1897–1971     |
| 15 | 38 anos e 3 dias   | 15               | 38 anos e 3 dias   | Russell B. Long       | Democrata              | Luisiana           | 31 de dezembro de 1948 – 3 de janeiro de 1987                                            | 1918–2003     |
| 18 | 36 anos e 20 dias  | 16               | 36 anos e 20 dias  | Warren Magnuson       | Democrata              | Washington         | 14 de dezembro de 1944 – 3 de janeiro de 1981                                            | 1905–1989     |
| 19 | 36 anos e 12 dias  | 17               | 36 anos e 12 dias  | Joe Biden             | Democrata              | Delaware           | 3 de janeiro de 1973 – 15 de janeiro de 2009                                             | 1942–         |
| 20 | 36 anos            | 18               | 36 anos            | Claiborne Pell        | Democrata              | Rhode Island       | 3 de janeiro de 1961 – 3 de janeiro de 1997                                              | 1918–2009     |
| 21 | 36 anos            | 19               | 36 anos            | Pete Domenici         | Republicano            | Novo México        | 3 de janeiro de 1973 – 3 de janeiro de 2009                                              | 1932–2017     |
| 22 | 36 anos            | 20               | 36 anos            | Richard Lugar         | Republicano            | Indiana            | 3 de janeiro de 1977 – 3 de janeiro de 2013                                              | 1932–2019     |
| 23 | 36 anos            | 21               | 36 anos            | Carl Levin            | Democrata              | Michigan           | 3 de janeiro de 1979 – 3 de janeiro de 2015                                              | 1934–2021     |
| 24 | 36 anos            | 22               | 36 anos            | Richard Shelby        | Democrata, Republicano | Alabama            | 3 de janeiro de 1987 – 3 de janeiro de 2023                                              | 1934–         |
| 17 | 36 anos e 83 dias  | 23               | 35 anos e 358 dias | James Eastland (I)    | Democrata              | Mississippi        | 30 de junho – 28 de setembro de 1941 3 de janeiro de 1943 – 27 de dezembro de 1978       | 1904–1986     |
| 16 | 37 anos e 6 dias   | 24               | 34 anos e 265 dias | Francis E. Warren (I) | Republicano            | Wyoming            | 24 de novembro de 1890 – 4 de março de 1893 4 de março de 1895 – 24 de novembro de 1929  | 1844–1929     |

### Tempo na Câmara
|    | Tempo total        | Sem interrupções | Sem interrupções   | Nome                     | Partido                 | Estado             | Mandato(s) | Tempo de vida |
| -- | ------------------ | ---------------- | ------------------ | ------------------------ | ----------------------- | ------------------ | --- | ------------- |
| 1  | 59 anos e 21 dias  | 1                | 59 anos e 21 dias  | John Dingell             | Democrata               | Michigan           | 13 de dezembro de 1955 – 3 de janeiro de 2015                                                                           | 1926–2019     |
| 2  | 53 anos e 60 dias  | 2                | 53 anos e 60 dias  | Jamie Whitten            | Democrata               | Mississippi        | 4 de novembro de 1941 – 3 de janeiro de 1995                                                                            | 1910–1995     |
| 3  | 52 anos e 336 dias | 3                | 52 anos e 336 dias | John Conyers             | Democrata               | Michigan           | 3 de janeiro de 1965 – 5 de dezembro de 2017                                                                            | 1929–2019     |
| 4  | 50 anos e 61 dias  | 4                | 50 anos e 61 dias  | Carl Vinson              | Democrata               | Geórgia            | 3 de novembro de 1914 – 3 de janeiro de 1965                                                                            | 1883–1981     |
| 5  | 49 anos e 305 dias | 5                | 49 anos e 305 dias | Emanuel Celler           | Democrata               | Nova Iorque        | 4 de março de 1923 – 3 de janeiro de 1973                                                                               | 1888–1981     |
| 6  | 49 anos e 12 dias  | 6                | 49 anos e 12 dias  | Don Young                | Republicano             | Alasca             | 6 de março de 1973 – 18 de março de 2022                                                                                | 1933–2022     |
| 7  | 48 anos e 257 dias | 7                | 48 anos e 257 dias | Sam Rayburn              | Democrata               | Texas              | 4 de março de 1913 – 18 de novembro de 1961                                                                             | 1882–1961     |
| 9  | 47 anos e 3 dias   | 8                | 47 anos e 3 dias   | Wright Patman            | Democrata               | Texas              | 4 de março de 1929 – 7 de março de 1976                                                                                 | 1893–1976     |
| 10 | 46 anos            | 9                | 46 anos            | Charles Rangel           | Democrata               | Nova Iorque        | 3 de janeiro de 1971 – 3 de janeiro de 2017                                                                             | 1930–         |
| 12 | 45 anos e 247 dias | 10               | 45 anos e 247 dias | Adolph J. Sabath         | Democrata               | Illinois           | 4 de março de 1907 – 6 de novembro de 1952                                                                              | 1866–1952     |
| 13 | 44 anos            | 11               | 44 anos            | George H. Mahon          | Democrata               | Texas              | 3 de janeiro de 1935 – 3 de janeiro de 1979                                                                             | 1900–1985     |
| 14 | 44 anos            | 12               | 44 anos            | Charles E. Bennett       | Democrata               | Flórida            | 3 de janeiro de 1949 – 3 de janeiro de 1993                                                                             | 1910–2003     |
| 15 | 43 anos e 110 dias | 13               | 43 anos e 110 dias | Melvin Price             | Democrata               | Illinois           | 3 de janeiro de 1945 – 22 de abril de 1988                                                                              | 1905–1988     |
| 16 | 44 anos e 71 dias  | 14               | 44 anos e 71 dias  | Hal Rogers               | Republicano             | Kentucky           | Desde 3 de janeiro de 1981                                                                                              | 1937–         |
| 17 | 44 anos e 71 dias  | 15               | 44 anos e 71 dias  | Christopher Henry Smith  | Republicano             | Nova Jérsei        | Desde 3 de janeiro de 1981                                                                                              | 1953–         |
| 18 | 43 anos e 300 dias | 16               | 43 anos e 300 dias | Steny Hoyer              | Democrata               | Maryland           | Desde 19 de maio de 1981                                                                                                | 1939–         |
| 19 | 42 anos e 288 dias | 17               | 42 anos e 288 dias | Bill Young               | Republicano             | Flórida            | 3 de janeiro de 1971 – 18 de outubro de 2013                                                                            | 1930–2013     |
| 20 | 42 anos e 58 dias  | 18               | 42 anos e 58 dias  | John W. McCormack        | Democrata               | Massachusetts      | 6 de novembro de 1928 – 3 de janeiro de 1971                                                                            | 1891–1980     |
| 21 | 42 anos            | 19               | 42 anos            | Jack Brooks              | Democrata               | Texas              | 3 de janeiro de 1953 – 3 de janeiro de 1995                                                                             | 1922–2012     |
| 22 | 42 anos            | 20               | 42 anos            | Jim Sensenbrenner        | Republicano             | Wisconsin          | 3 de janeiro de 1979 – 3 de janeiro de 2021                                                                             | 1943–         |
| 23 | 41 anos e 362 dias | 21               | 41 anos e 362 dias | William R. Poage         | Democrata               | Texas              | 3 de janeiro de 1937 – 31 de dezembro de 1978                                                                           | 1899–1987     |
| 24 | 41 anos e 305 dias | 22               | 41 anos e 305 dias | Robert L. Doughton       | Democrata               | Carolina do Norte  | 4 de março de 1911 – 3 de janeiro de 1953                                                                               | 1863–1954     |
| 25 | 41 anos e 305 dias | 23               | 41 anos e 305 dias | Joseph W. Martin Jr.     | Republicano             | Massachusetts      | 4 de março de 1925 – 3 de janeiro de 1967                                                                               | 1884–1968     |
| 26 | 41 anos e 276 dias | 24               | 41 anos e 276 dias | Dave Obey                | Democrata               | Wisconsin          | 1º de abril de 1969 – 3 de janeiro de 2011                                                                              | 1938–         |
| 27 | 42 anos e 71 dias  | 25               | 42 anos e 71 dias  | Marcy Kaptur             | Democrata               | Ohio               | Desde 3 de janeiro de 1983                                                                                              | 1946–         |
| 28 | 41 anos e 69 dias  | 26               | 41 anos e 69 dias  | Clarence Cannon          | Democrata               | Missouri           | 4 de março de 1923 – 12 de maio de 1964                                                                                 | 1879–1964     |
| 29 | 40 anos e 240 dias | 27               | 40 anos e 240 dias | William Natcher          | Democrata               | Kentucky           | 1º de agosto de 1953 – 29 de março de 1994                                                                              | 1909–1994     |
| 30 | 40 anos            | 28               | 40 anos            | Peter W. Rodino          | Democrata               | Nova Jérsei        | 3 de janeiro de 1949 – 3 de janeiro de 1989                                                                             | 1909–2005     |
| 31 | 40 anos            | 29               | 40 anos            | Pete Stark               | Democrata               | Califórnia         | 3 de janeiro de 1973 – 3 de janeiro de 2013                                                                             | 1931–2020     |
| 32 | 40 anos            | 30               | 40 anos            | George Miller            | Democrata               | Califórnia         | 3 de janeiro de 1975 – 3 de janeiro de 2015                                                                             | 1945–         |
| 33 | 40 anos            | 31               | 40 anos            | Henry Waxman             | Democrata               | Califórnia         | 3 de janeiro de 1975 – 3 de janeiro de 2015                                                                             | 1939–         |
| 34 | 39 anos e 362 dias | 32               | 39 anos e 362 dias | Leslie C. Arends         | Republicano             | Illinois           | 3 de janeiro de 1935 – 31 de dezembro de 1974                                                                           | 1895–1985     |
| 35 | 39 anos e 352 dias | 33               | 39 anos e 352 dias | Daniel A. Reed           | Republicano             | Nova Iorque        | 4 de março de 1919 – 19 de fevereiro de, 1959                                                                           | 1875–1959     |
| 36 | 39 anos e 305 dias | 34               | 39 anos e 305 dias | John Taber               | Republicano             | Nova Iorque        | 4 de março de 1923 – 3 de janeiro de 1963                                                                               | 1880–1965     |
| 37 | 39 anos e 305 dias | 35               | 39 anos e 305 dias | William M. Colmer        | Democrata               | Mississippi        | 4 de março de 1933 – 3 de janeiro de 1973                                                                               | 1890–1980     |
| 38 | 38 anos            | 36               | 38 anos            | Wilbur Mills             | Democrata               | Arkansas           | 3 de janeiro de 1939 – 3 de janeiro de 1977                                                                             | 1909–1992     |
| 39 | 38 anos            | 37               | 38 anos            | Dante Fascell            | Democrata               | Flórida            | 3 de janeiro de 1955 – 3 de janeiro de 1993                                                                             | 1917–1998     |
| 40 | 38 anos            | 38               | 38 anos            | Robert H. Michel         | Republicano             | Illinois           | 3 de janeiro de 1957 – 3 de janeiro de 1995                                                                             | 1923–2017     |
| 41 | 38 anos            | 39               | 38 anos            | Nick Rahall              | Democrata               | Virgínia Ocidental | 3 de janeiro de 1977 – 3 de janeiro de 2015                                                                             | 1949–         |
| 44 | 37 anos e 60 dias  | 40               | 37 anos e 60 dias  | Henry B. González        | Democrata               | Texas              | 4 de novembro de 1961 – 3 de janeiro de 1999                                                                            | 1916–2000     |
| 45 | 37 anos e 286 dias | 41               | 37 anos e 286 dias | Nancy Pelosi             | Democrata               | Califórnia         | Desde 2 de junho de 1987                                                                                                | 1940–         |
| 46 | 36 anos e 256 dias | 42               | 36 anos e 256 dias | Ed Markey                | Democrata               | Massachusetts      | 2 de novembro de 1976 – 15 de julho de 2013                                                                             | 1946–         |
| 47 | 36 anos e 3 dias   | 43               | 36 anos e 3 dias   | John Murtha              | Democrata               | Pensilvânia        | 5 de fevereiro de 1974 – 8 de fevereiro de 2010                                                                         | 1932–2010     |
| 48 | 36 anos            | 44               | 36 anos            | F. Edward Hébert         | Democrata               | Luisiana           | 3 de janeiro de 1941 – 3 de janeiro de 1977                                                                             | 1901–1979     |
| 49 | 36 anos            | 45               | 36 anos            | Edward Boland            | Democrata               | Massachusetts      | 3 de janeiro de 1953 – 3 de janeiro de 1989                                                                             | 1911–2001     |
| 50 | 36 anos            | 46               | 36 anos            | William Broomfield       | Republicano             | Michigan           | 3 de janeiro de 1957 – 3 de janeiro de 1993                                                                             | 1922–2019     |
| 51 | 36 anos            | 47               | 36 anos            | Dan Rostenkowski         | Democrata               | Illinois           | 3 de janeiro de 1959 – 3 de janeiro de 1995                                                                             | 1928–2010     |
| 52 | 36 anos            | 48               | 36 anos            | Neal Smith               | Democrata               | Iowa               | 3 de janeiro de 1959 – 3 de janeiro de 1995                                                                             | 1920–2021     |
| 53 | 36 anos            | 49               | 36 anos            | Joseph M. McDade         | Republicano             | Pensilvânia        | 3 de janeiro de 1963 – 3 de janeiro de 1999                                                                             | 1931–2017     |
| 54 | 36 anos            | 50               | 36 anos            | Ralph Regula             | Republicano             | Ohio               | 3 de janeiro de 1973 – 3 de janeiro de 2009                                                                             | 1924–2017     |
| 55 | 36 anos            | 51               | 36 anos            | Jim Oberstar             | Democratic–Farmer–Labor | Minnesota          | 3 de janeiro de 1975 – 3 de janeiro de 2011                                                                             | 1934–2014     |
| 56 | 36 anos            | 52               | 36 anos            | Norm Dicks               | Democrata               | Washington         | 3 de janeiro de 1977 – 3 de janeiro de 2013                                                                             | 1940–         |
| 57 | 36 anos            | 53               | 36 anos            | Dale Kildee              | Democrata               | Michigan           | 3 de janeiro de 1977 – 3 de janeiro de 2013                                                                             | 1929–2021     |
| 58 | 36 anos            | 54               | 36 anos            | Sander Levin             | Democrata               | Michigan           | 3 de janeiro de 1983 – 3 de janeiro de 2019                                                                             | 1931–         |
| 59 | 36 anos            | 55               | 36 anos            | Pete Visclosky           | Democrata               | Indiana            | 3 de janeiro de 1985 – 3 de janeiro de 2021                                                                             | 1949–         |
| 60 | 36 anos            | 56               | 36 anos            | Peter DeFazio            | Democrata               | Óregon             | 3 de janeiro de 1987 – 3 de janeiro de 2023                                                                             | 1947–         |
| 61 | 36 anos            | 57               | 36 anos            | Fred Upton               | Republicano             | Michigan           | 3 de janeiro de 1987 – 3 de janeiro de 2023                                                                             | 1953–         |
| 8  | 48 anos            | 58               | 34 anos            | Sidney R. Yates (I)      | Democrata               | Illinois           | 3 de janeiro de 1949 – 3 de janeiro de 1963 3 de janeiro de 1965 – 3 de janeiro de 1999                                 | 1909–2000     |
| 43 | 37 anos e 290 dias | 59               | 34 anos            | Bob Sikes (I)            | Democrata               | Flórida            | 3 de janeiro de 1941 – 19 de outubro de 1944 3 de janeiro de 1945 – 3 de janeiro de 1979                                | 1906–1994     |
| 42 | 37 anos e 305 dias | 60               | 31 anos e 305 dias | Robert Crosser (I)       | Democrata               | Ohio               | 4 de março de 1913 – 3 de março de 1919 4 de março de 1923 – 3 de janeiro de 1955                                       | 1874–1957     |
| 11 | 46 anos            | 61               | 17 anos e 364 dias | Joseph Gurney Cannon (I) | Republicano             | Illinois           | 4 de março de 1873 – 3 de março de 1891 4 de março de 1893 – 3 de março de 1913 4 de março de 1915 – 3 de março de 1923 | 1836–1926     |